# Стародубець Сергій Ігорович
Сергій Ігорович Стародубець (нар. 5 липня 1970, Одеса, УРСР) — радянський та український футболіст, півзахисник, з 2005 року — тренер ДЮСШ «Чорноморець» (Одеса).

## Життєпис
Вихованець одеського футболу. Перший тренер — Ю. О. Скорик. У 1988 перейшов у «Чорноморець», проте зіграв лише 11 матчів у турнірі дублерів, друге коло того чемпіонату догравав в іншому одеському клубі СКА (Одеса).
У 1990-1992 роки грав за «Колос» («Металург», Нікополь); сезон 1992/93 років розпочав у миколаївському «Евісі» (зіграв 1 матч у Кубку України), але його основну частину провів у «Кристалі» (Чортків) та в «Тигині» (Бендери, Молдова); 1993-1994 роки — КФК «Дністровець» (Білгород-Дністровський) та «Карпати» (Мукачеве); 1994 рік — «Анжі» (Махачкала, Росія); 1995 рік — «Прогресул» (Бричани, Молдова) та СК «Одеса»; 1996 рік — «Кристалі» (Чортків) та «Сперанца» (Ніспорени, Молдова); 1997 рік — «Портовик» (Іллічівськ) та «Динамо» (Бендери, Молдова); 1998-2000 роки — аматорський «Дністер» (Овідіополь); 2000-2004 роки — аматорський «Сигнал» (Одеса); 2005 рік — аматорський «Діджитал» (Одеса); 2007 рік — аматорський «Таврія-В-Радіалка» (Одеса) та «Єреміївський» (Єреміївка).

## Особисте життя
Закінчив Одеський педагогічний інститут ім. Ушинського.